# Клиппертон, Джон
Джон Клиппертон (1676—1722) — английский капер, воевавший против Испании в XVIII столетии. Был участником двух буканьерских экспедиций в южной части Тихого океана. Первая экспедиция 1703 года под руководством знаменитого Уильяма Дампира, вторую в 1719 году возглавил он сам. В качестве базы для своей пиратской деятельности использовал тихоокеанский остров Клиппертон, названный в его честь.